# ثيودورس التيروني
 الأمير تادرس المشرقي (Theodore of Amasea) وُلد في صور بسوريا سنة 275م، وقد دعاه الأقباط "تادرس المشرقي St. Theodore the Oriental " لتميزه عن القديس تادرس الشطبي، إذ كانا كلاهما أميرين وقائدين في الجيش الروماني، تعتز بهما الكنيسة القبطية. كان والده صدريخوس Sadrikhos وزيرًا في أيام نوماريوس، ووالدته بَطريقَة Patricia أخت الوزير باسيليدس. إذ مات نوماريوس في حرب الفرس وكان ابنه يسطس مشغولاً مع الجند قام صدريخوس ونسيبه باسيليدس بتدبير أمور المملكة حتى ملك دقلديانوس الذي تزوج بابنة نوماريوس أخت يسطس.
عُرف تادرس بشجاعته وقدرته العسكرية كقائدٍ ماهرٍ ونبيلٍ، كان منهمكًا في الحرب عند نهر أنطوش أثناء وفاة نوماريوس وتولى دقلديانوس الحكم. وقد شاهد هذا القائد الرؤيا التالية: رأى كأن سلمًا يرتفع من الأرض إلى السماء، وعند قمة السلم كأن الرب نفسه جالس على منبر عظيم وحوله ألوف ألوف وربوات ربوات يحيطون به وهم قيام يسبحونه. نظر أيضًا كأن تنينًا عظيمًا رابضًا تحت السلم. عندئذ قال له الجالس على العرش: «أتريد أن تكون ابنا لي؟» فقال له: «من أنت يا سيدي؟» أجابه: «أنا يسوع كلمة الله، وسوف يُسفك دمك على اسمي». ثم رأى أحد الوقوف حوله قد أخذه وعمده في معمودية نار، وغطسه ثلاث مرات فصار كله نارًا مثله مثل كل الواقفين حول الرب. في محبة عجيبة قال تادرس: «يا سيدي اشتهي أن لا أفارق صديقي لاونديوس (العربي)»، فأجابه ليس فقط لا يفارق لاونديوس بل وأيضًا بانيقورس الفارسي. ثم رأى كأن هذين الرجلين لاونديوس وبانيقورس قد اُختطفا وعُمدا مثله وسُلما له. عندئذ قام الأمير تادرس من نومه فرحًا وروى ما رآه لصديقه لاونديوس الذي شاركه فرحته. التقى الاثنان ببانيقورس الفارسي، والعجيب أنه أخبرهما بأنه قد شاهد نفس الرؤيا، وكان دقلديانوس قد أقام صلحًا مع فارس.
استدعى دقلديانوس الأمير ليخبره بأمر المصالحة مع فارس، وإذ علم الأمير بارتداد دقلديانوس طلب من جنده أن من أراد الاستشهاد على اسم السيد المسيح فليأت معه، وقد انضم إليه كثيرون. انطلق الأمير مع صديقه لاونديوس إلى إنطاكية، وكان والده صدريخوس قد تنيح، فاستقبله الملك بحفاوة، وإذ طلب مشاركته في العبادة الوثنية رفض معلنًا إيمانه بالسيد المسيح. سلمه الملك للوالي لكي يحاكمه ويعذبه. أصدر الوالي أمره بنفيه إلى Ctsiphon حيث عذب هناك، لكن الرب أرسل إليه رئيس الملائكة ميخائيل ليسنده ويقويه. أخيرًا نال إكليل الشهادة في 12 طوبه سنة 306م. بعد استشهاده تأثر به كثير من كهنة أبوللون، وأعلنوا أيمانهم بالسيد المسيح، وقدموا حياتهم ذبيحة حب لله، فانطلقوا يشاركون القديس إكليله.

## معرض صور

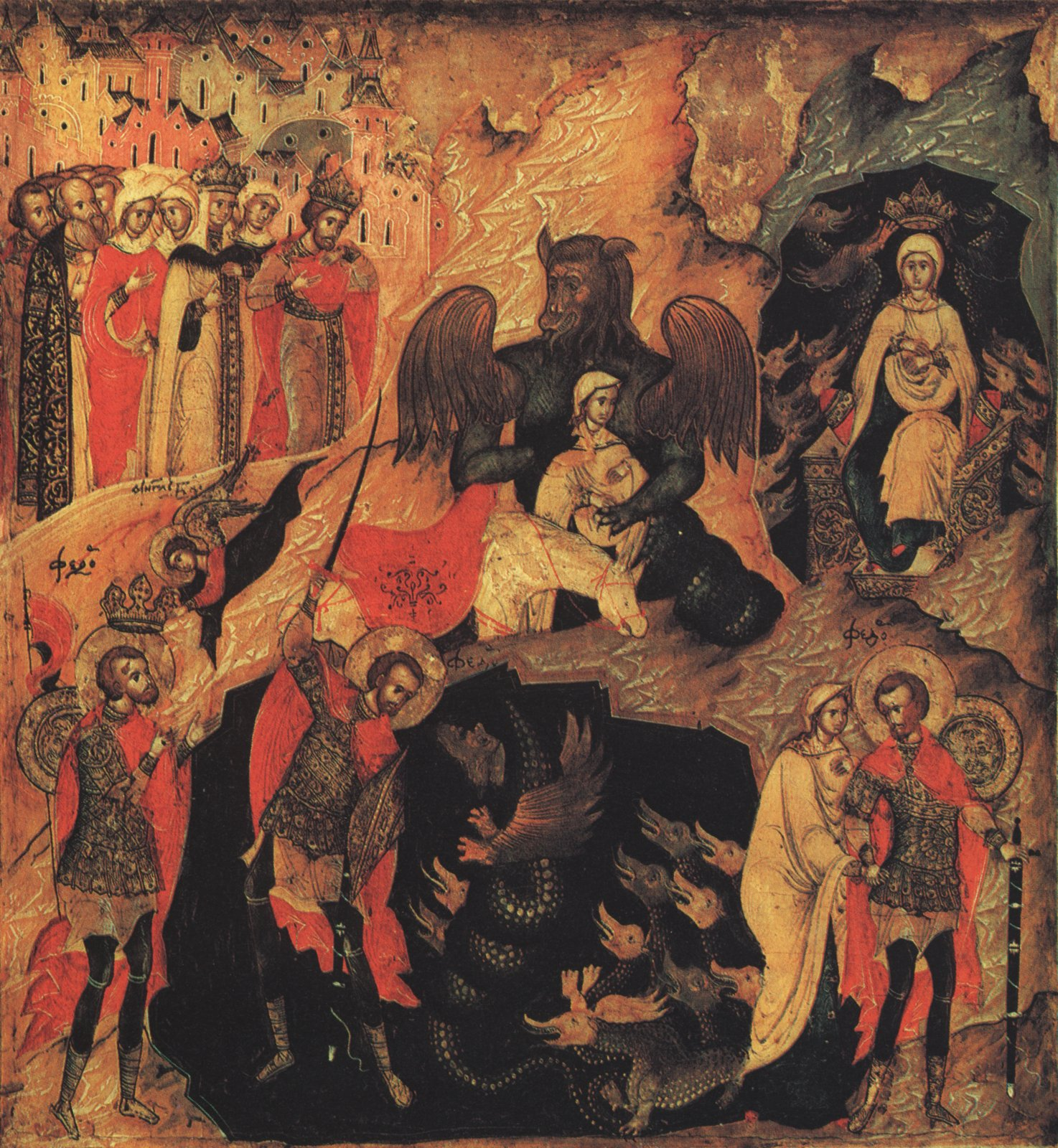
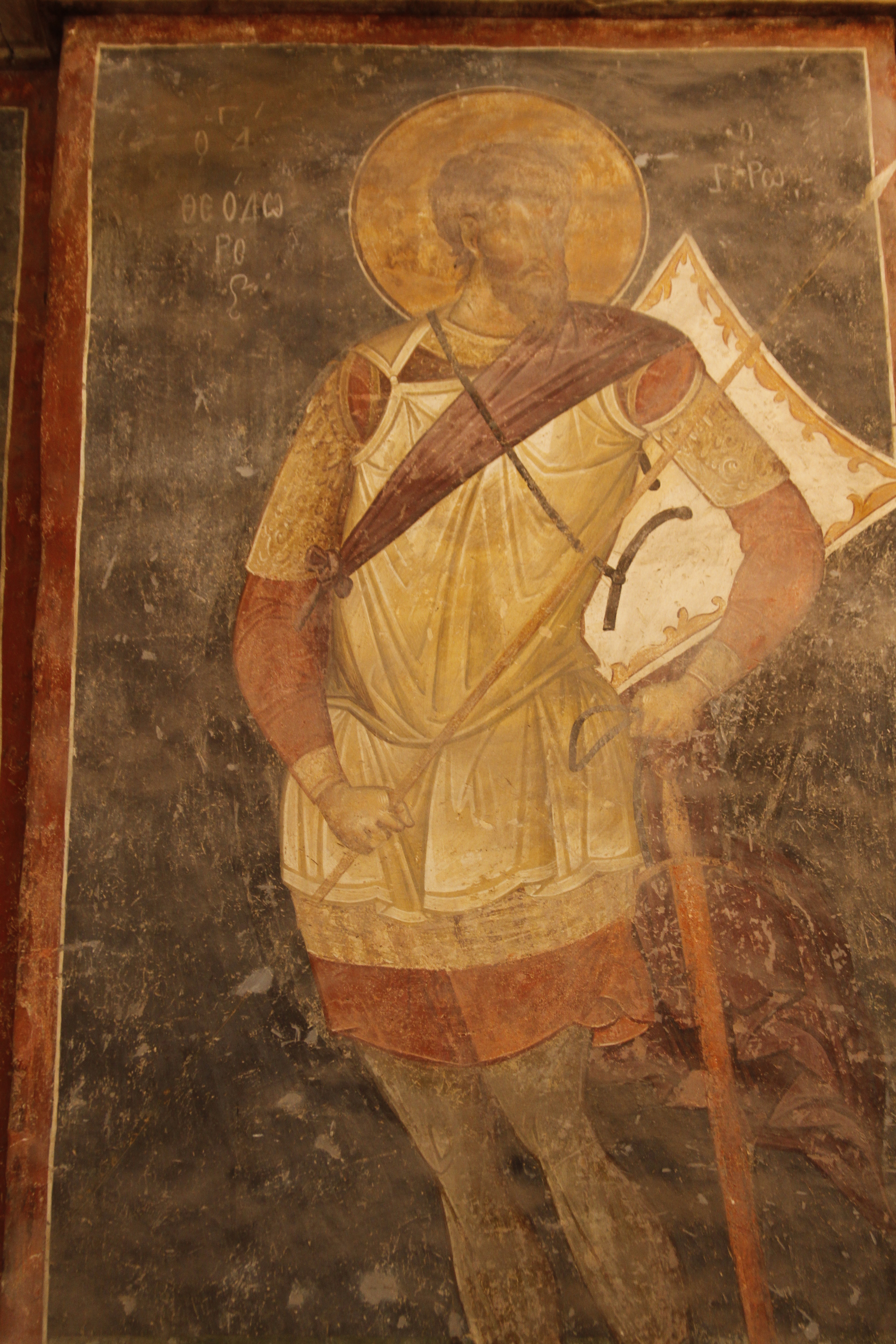
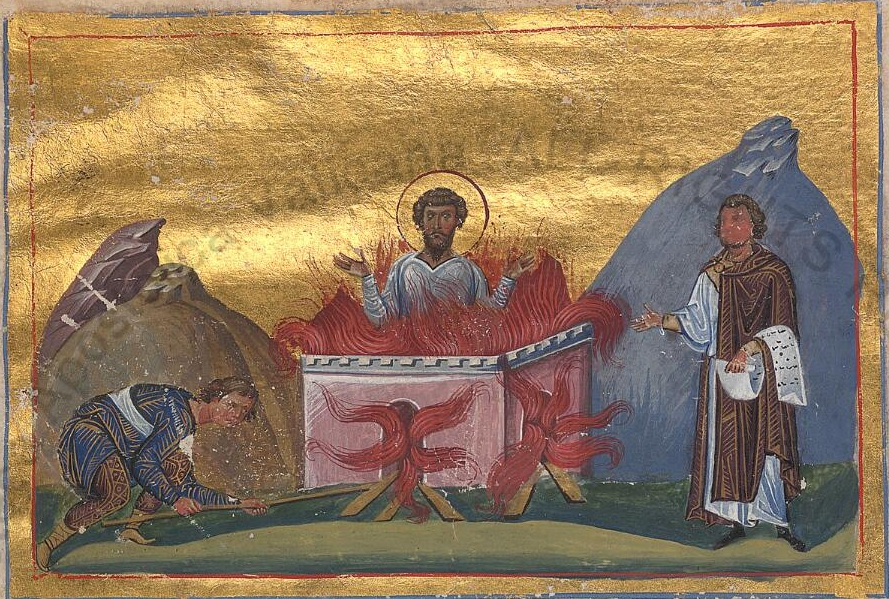
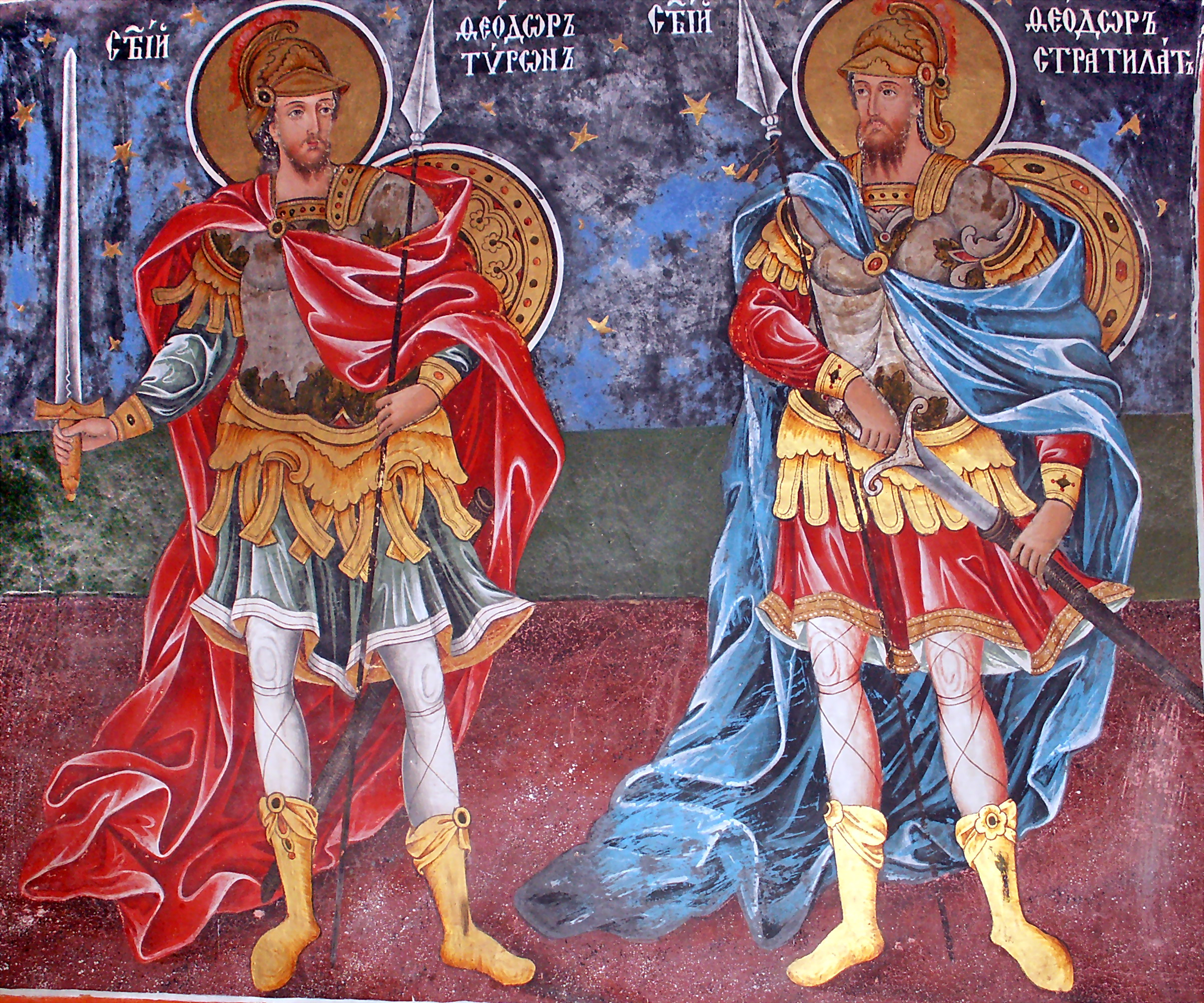
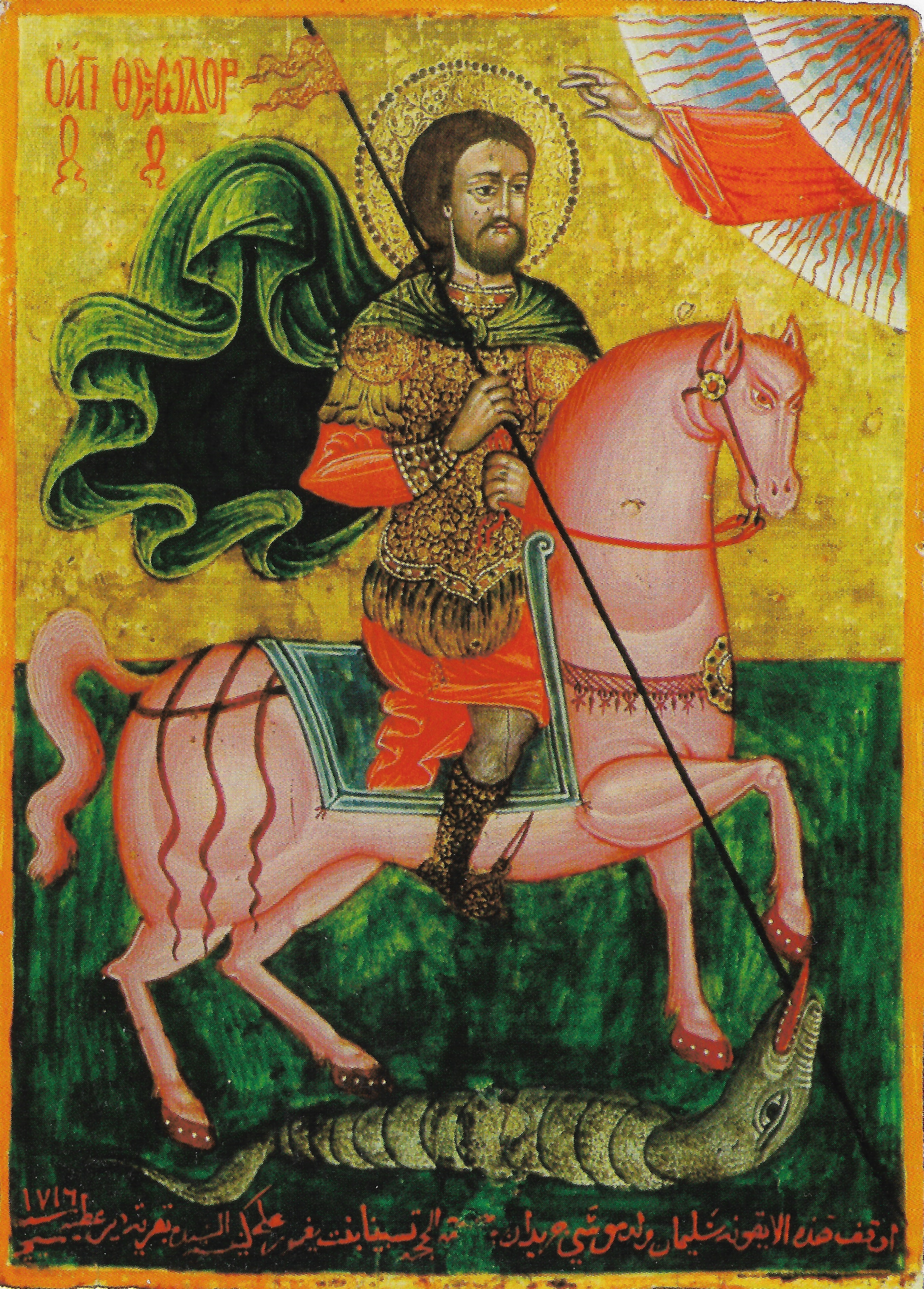